# ماركو بيريشيتش
ماركو بيريشيتش هو لاعب كرة قدم بوسني في مركز الوسط، ولد في 25 يناير 1991 في سراييفو في البوسنة والهرسك. لعب مع النادي الأهلي ونادي سبارتاكس يورمالا.

## وصلات خارجية
- ماركو بيريشيتش على موقع قاعدة بيانات كرة القدم.إي يو (الإنجليزية)
- ماركو بيريشيتش على موقع Soccerway.com (الإنجليزية)
- ماركو بيريشيتش على موقع عالم كرة القدم.نت (الإنجليزية)